# コモックスバレー地域
コモックスバレー地域（英: Comox Valley Regional District、略称：CVRD）は、カナダのブリティッシュコロンビア州の地方行政区の一つ。
旧コモックス・ストラスコーナ地域が2分割され、バンクーバー島部分が独立して創設された。旧地域の8.4%の面積しかないが、人口は57.9%の割合が居住している。行政府はコートニーにおかれている。インディアン法に基づくインディアン居留地がこの地域に2つ含まれるが、行政権の管轄外である。

## 主な都市
- コートニー （Courtenay）
- コモックス （Comox）